# Problema de Molyneux
El problema de Molyneux és un experiment mental plantejat per William Molyneux. El filòsof es pregunta si un cec que reconegués les formes amb el tacte podria reconèixer-les amb la vista si de sobte la recobrés. Amb aquest experiment sorgeixen problemes com què vol dir el coneixement o la manca de connexió entre dades dels diferents sentits, encara que es considerin com un bloc, l'experiència, des de l'empirisme.
L'experiment va donar lloc a hipòtesis similars, com el de «l'habitació de Mary» referit al color. Formulat al segle xvii, el problema de Molyneux va ser citat per John Locke, Denis Diderot o George Berkeley, entre altres pensadors notables.